# Mustapha Dibba (Seyfo, II)
Mustapha Dibba (* im 20. Jahrhundert in Farafenni) ist ein Seyfo im westafrikanischen Staat Gambia.

## Leben
Nachdem der Seyfo (auch die Bezeichnung Chief ist geläufig) von Upper Baddibu Ebrima A. T. Jammeh am 23. Juli 2023 verstorben war wurde Ende Juli 2023 Dibba zum Nachfolger ernannt.